# Myzomela albigula
Myzomela albigula là một loài chim trong họ Meliphagidae.
Nó là loài đặc hữu của Papua New Guinea.